# Gabriella Sancisi
Gabriella Sancisi, född 4 februari 1973 Gronigen, Nederländerna, är en nederländsk diplomat och sedan 2021 ambassadör för Nederländerna i Slovakien.

## Biografi
Sancisi studerade på 1990-talet italiensk kultur och språk, samt internationell rätt, vid universiteten i Bologna i Italien och Leiden i Nederländerna. Sancisi inledde sin karriär inom den holländska utrikesförvaltningen 1996, med kommunikationsfrågor, och har därefter innehaft ett flertal uppdrag både i Nederländerna och utomlands. I Haag har Sancisi bland annat verkat som privatsekreterare åt den nederländske statssekreteraren för europafrågor, Frans Timmermans, utrikesminister Uriel Rosenthal och H.M. Drottning Máxima. Sancisi har varit stationerad vid Nederländernas generalkonsulat i New York och som biträdande chef vid ambassaden i Zagreb. Hon utsågs till Nederländernas ambassadör i Slovakien 2021.
Gabriella Sancisi är gift och har två barn.